# お国自慢
お国自慢、御国自慢（おくにじまん）とは自身の祖国や故郷の誇れる点を自慢すること。ここでの「お国」とは、主に日本国内でのかつての律令国を指し、日本以外の海外を指して使われることはほとんどない。近世は律令国に変わる県名にとって代わったが、生活が多様化し、ひとところに生活圏がとどまることが少なくなり、近年はより身近な狭い範囲を指す用法を含めて「ご当地」（ご当地ソング、ご当地キャラなど）がよく使われている。いずれも他の土地の人が、訪問した土地に敬意を表してをいう語である。
岐阜県は2005年に行われた愛・地球博に合わせるという形でお国自慢に関するイベントを行った。
お国自慢をビジネスに活用するという構想も顕著になりつつあり、ご当地検定などといった資格の創設など各自治体は策を練っている。